# Rață de copac galbenă
Rața de copac galbenă (Dendrocygna bicolor) este o specie de rață de copac care se înmulțește în regiunile tropicale ale lumii, în mare parte din Mexic și America de Sud, Indiile de Vest, sudul Statelor Unite, Africa subsahariană și subcontinentul indian. Are un penaj în principal brun-roșcat, picioare lungi și un cioc lung gri, iar în zbor prezintă o bandă albă distinctivă pe coada neagră. 

## Taxonomie

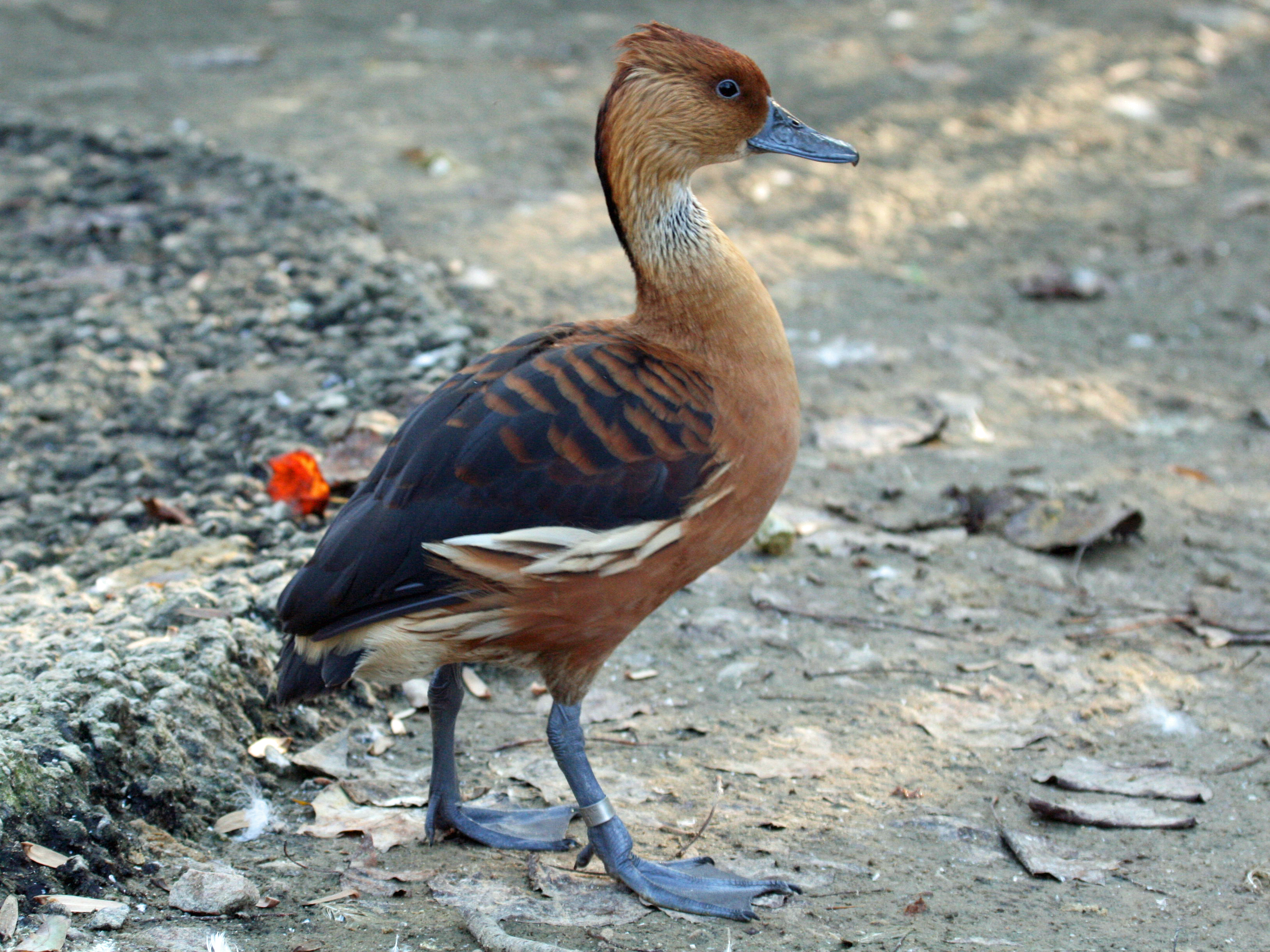
Dendrocygna bicolor

Rațele de copac Dendrocygna sunt un grup distinct de opt specii de păsări din familia rațelor, gâștelor și lebedelor, Anatidae, care se caracterizează printr-un aspect cu spatele cocoșat și gâtul lung și prin fluieratul în zbor care le dă numele englezesc (whistling ducks). S-au despărțit devreme de linia principală a rațelor, și au predominat în Miocenul târziu, înainte de extinderea ulterioară a unor forme mai moderne în Pliocen și ulterior. Rața de copac galbenă formează o superspecie cu Dendrocygna arcuata. Nu are subspecii recunoscute, deși păsările din nordul Mexicului și sudul SUA au fost atribuite în trecut lui D. b. helva, descrisă ca având părțile inferioare mai palide și mai luminoase și un creștet mai deschis decât D. b. bicolor.
Rața a fost descrisă pentru prima dată de Johann Friedrich Gmelin în 1789 și i s-a dat numele Anas fulva, dar numele a fost deja folosit de Friedrich Christian Meuschen⁠(d) în 1787 pentru o altă specie. Acest lucru a condus la următoarea denumire disponibilă propusă de ornitologul francez Louis Pierre Vieillot în 1816 de la un specimen paraguayan ca Anas bicolor. Rațele de copac au fost mutate în genul lor actual, Dendrocygna, de ornitologul britanic William John Swainson recunoascând diferențele lor față de alte rațe. Numele genului este derivat din greaca veche dendron, „copac” și latinescul cygnus, „lebădă”, iar bicolor înseamnă „două culori” în latină.

## Descriere
Rața de copac galbenă are o lungime de 45-53 cm; masculul cântărește 0,748-1,050 kg, iar femela este în medie puțin mai ușoară, cu 0,712-1 kg. Anvergura aripilor variază între 85 și 93 cm. Este o rață cu picioare lungi, în principal de diferite nuanțe de maro; capul, gâtul și pieptul sunt cărămizii, cu spatele mai închis la culoare.
Sunt păsări zgomotoase, cu un sunet clar de kee-wee-ooo, șuierat la sol sau în zbor, care se aude frecvent noaptea. Păsările certărețe au, de asemenea, un kee dur și repetat. În zbor, bătăile aripilor produc un sunet surd. Strigătele masculilor și femelelor prezintă diferențe de structură, iar o analiză acustică efectuată pe 59 de păsări captive a demonstrat o acuratețe de 100% în stabilirea sexului în comparație cu metodele moleculare.

## Distribuție și habitat
Rața de copac galbenă are o arie de răspândire foarte mare, care se întinde pe patru continente. Se reproduce în zonele joase din America de Sud, din nordul Argentinei până în Columbia și apoi până în sudul SUA și în Indiile de Vest. Se găsește într-o centură largă de-a lungul Africii subsahariene și în partea de est a continentului, până în Africa de Sud și Madagascar. Păsările africane se deplasează spre sud în vara sudică pentru a se reproduce și se întorc spre nord în timpul iernii, iar populațiile asiatice sunt foarte nomade din cauza variabilității precipitațiilor.
Această specie are tendințe puternice de colonizare, extinzându-și aria de răspândire în Mexic, SUA și Indiile de Vest în ultimele decenii, cu expansiuni nordice în California la sfârșitul secolului al XIX-lea și în regiunile cultivatoare de orez din câmpia de coastă a Golfului din SUA la începutul și mijlocul secolului al XX-lea, dată fiind afinitatea sa pentru zonele cultivatoare de orez.

## Galerie

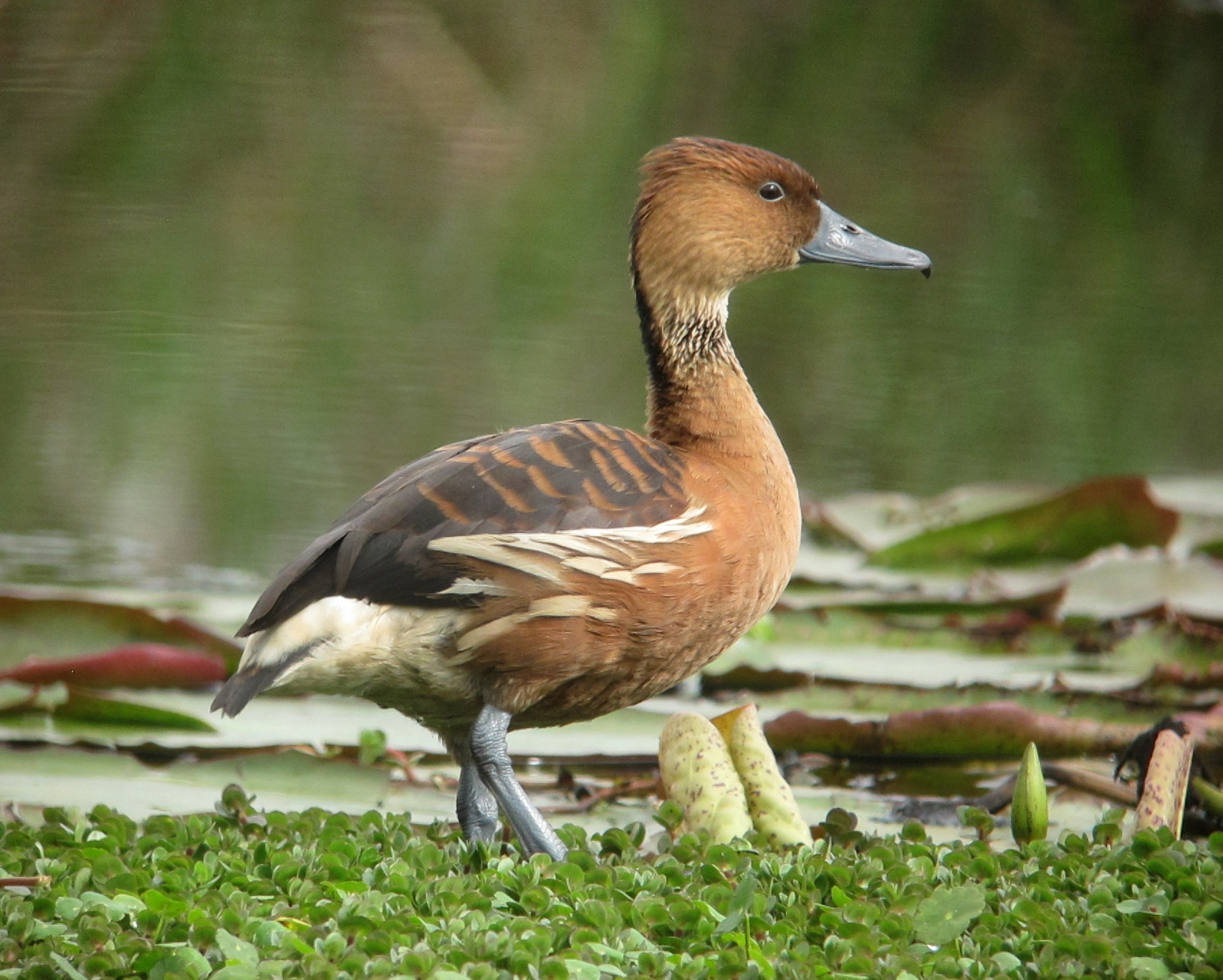
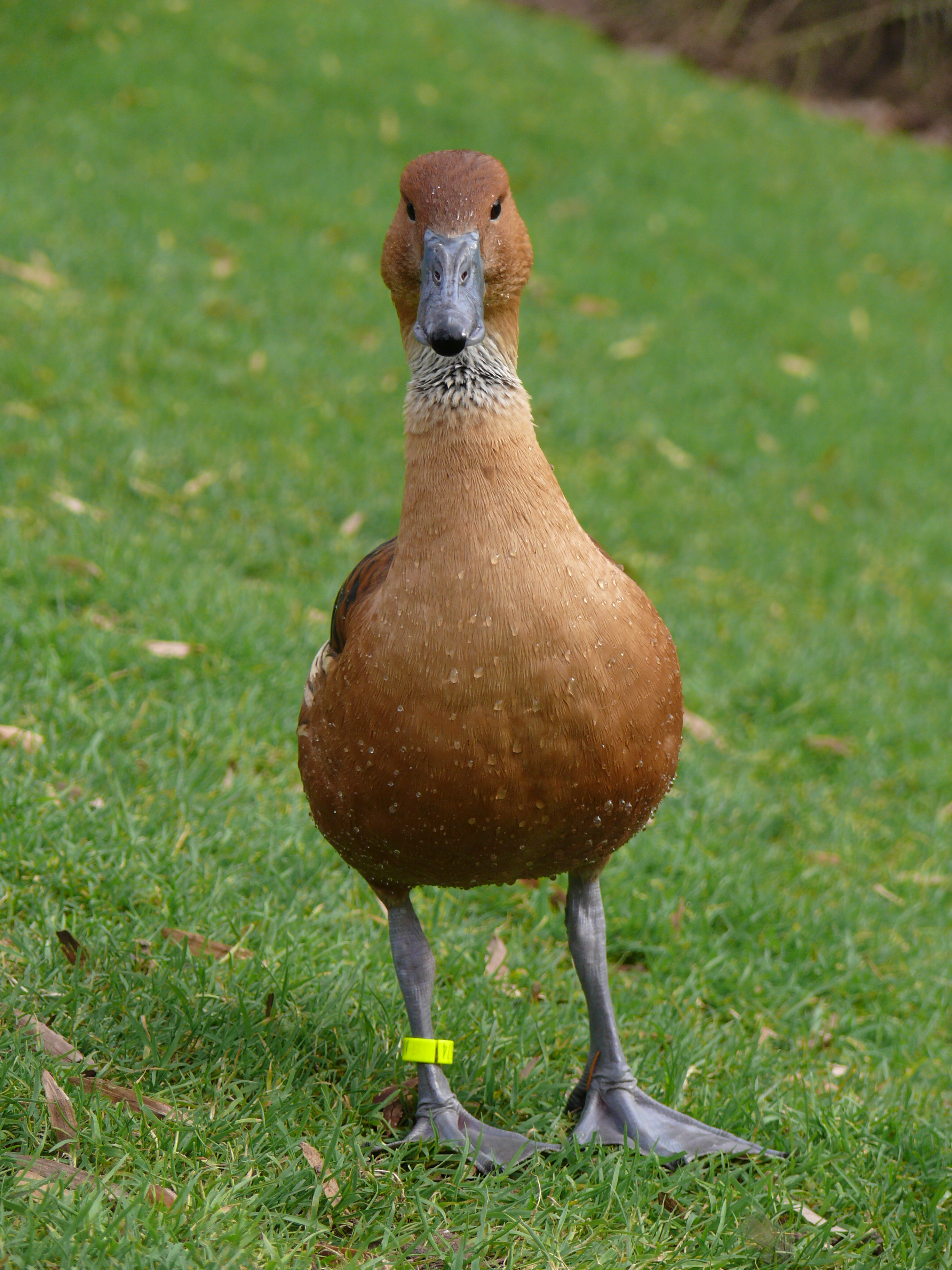
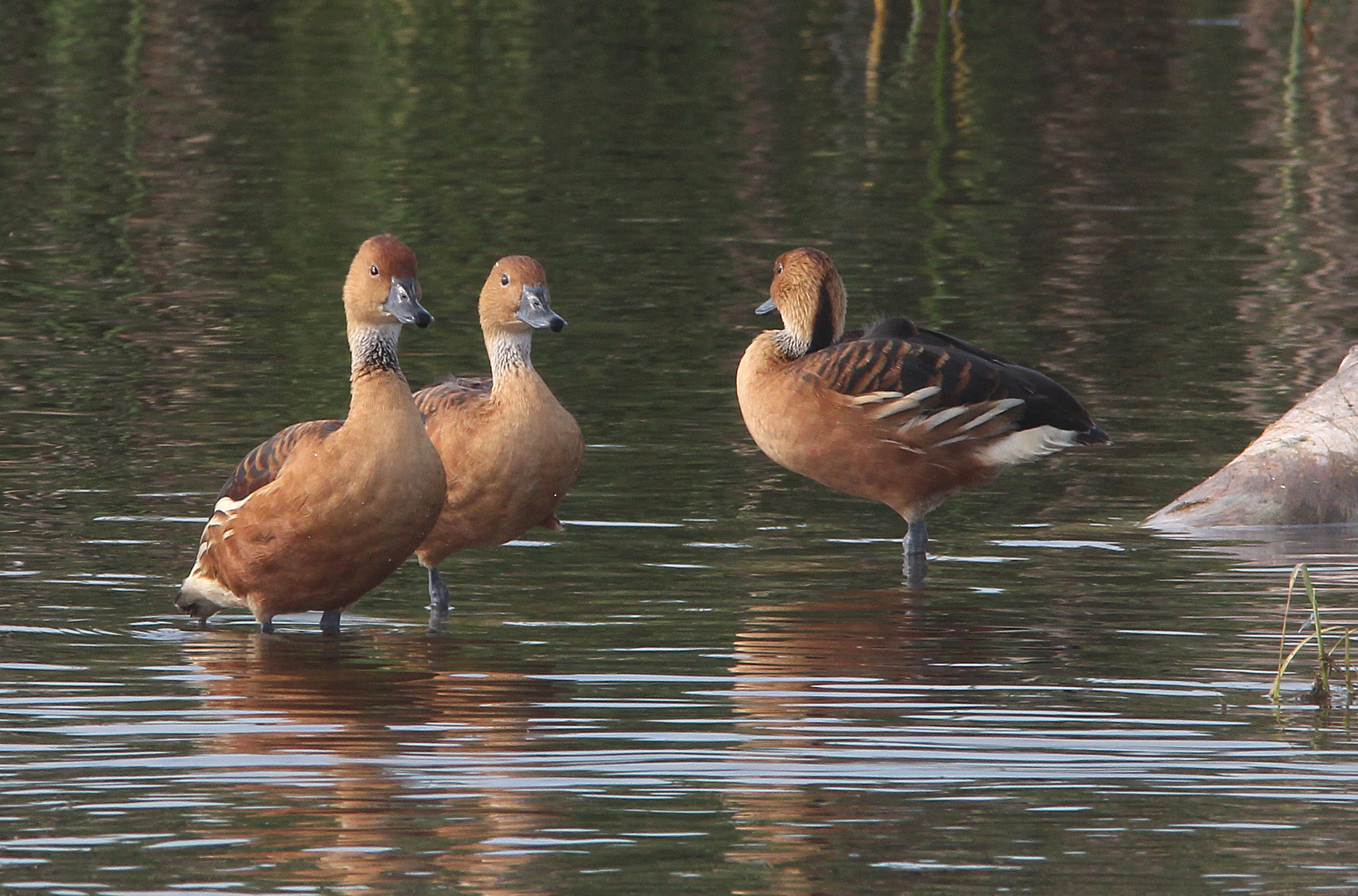
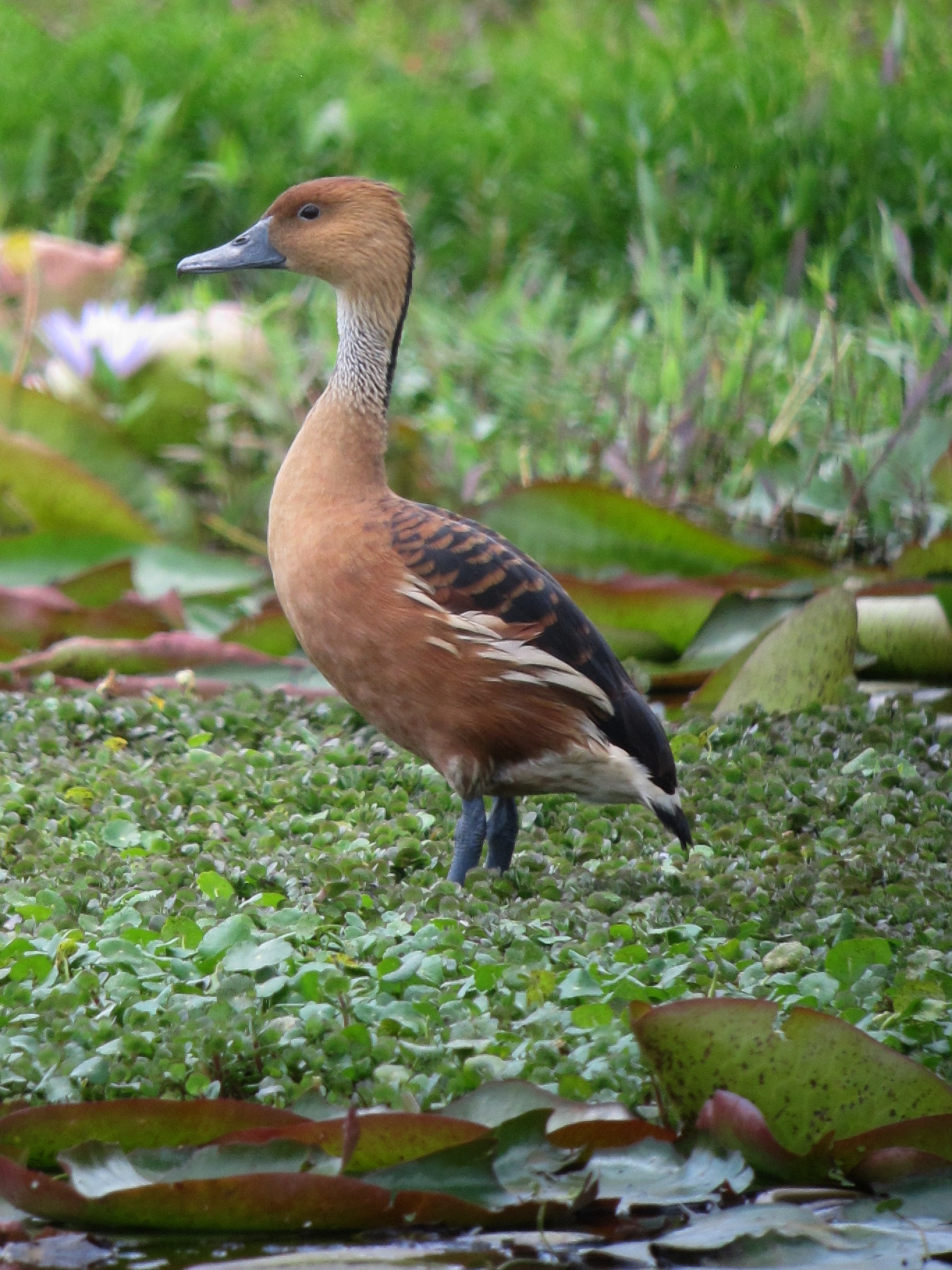
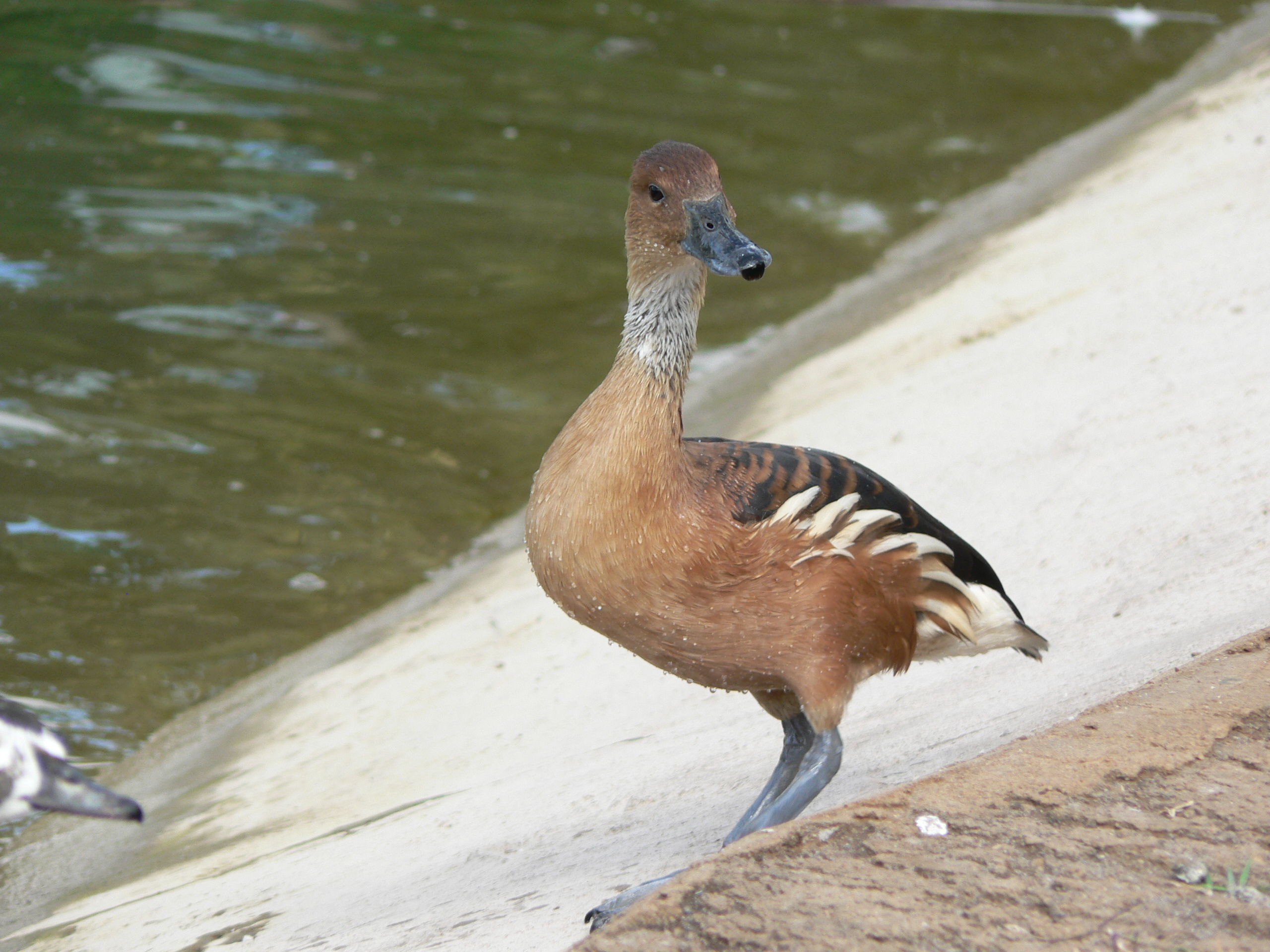
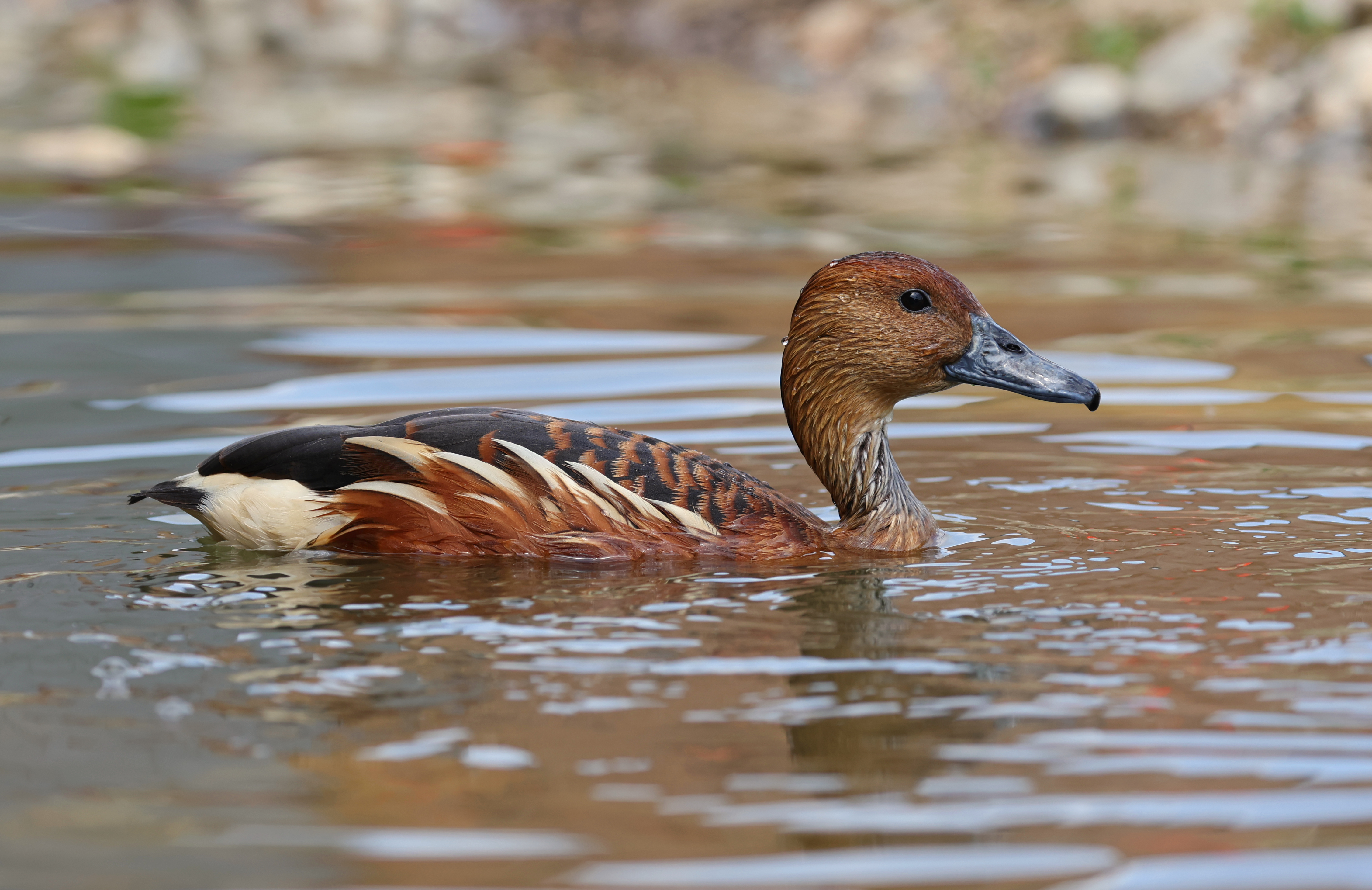
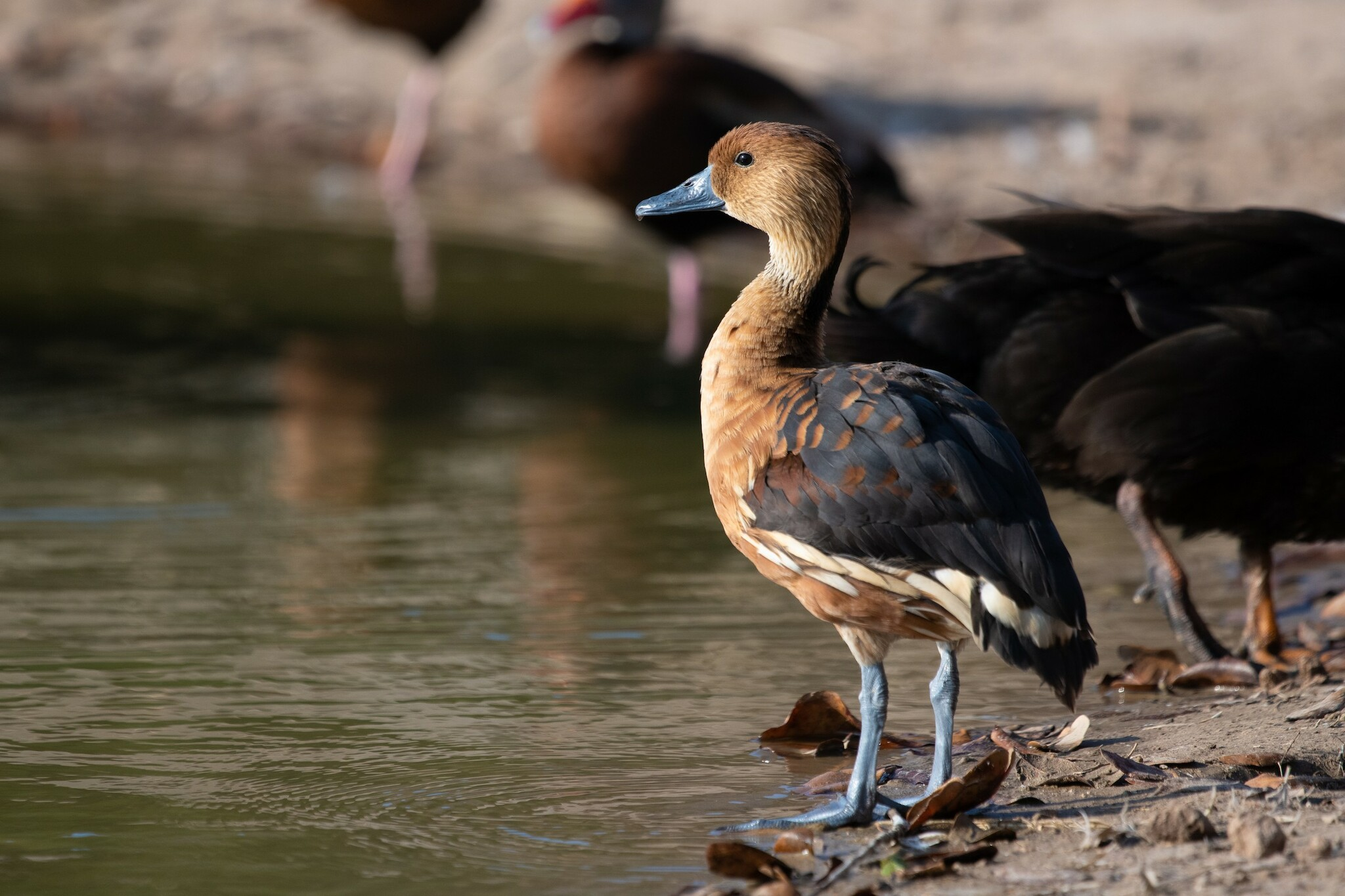
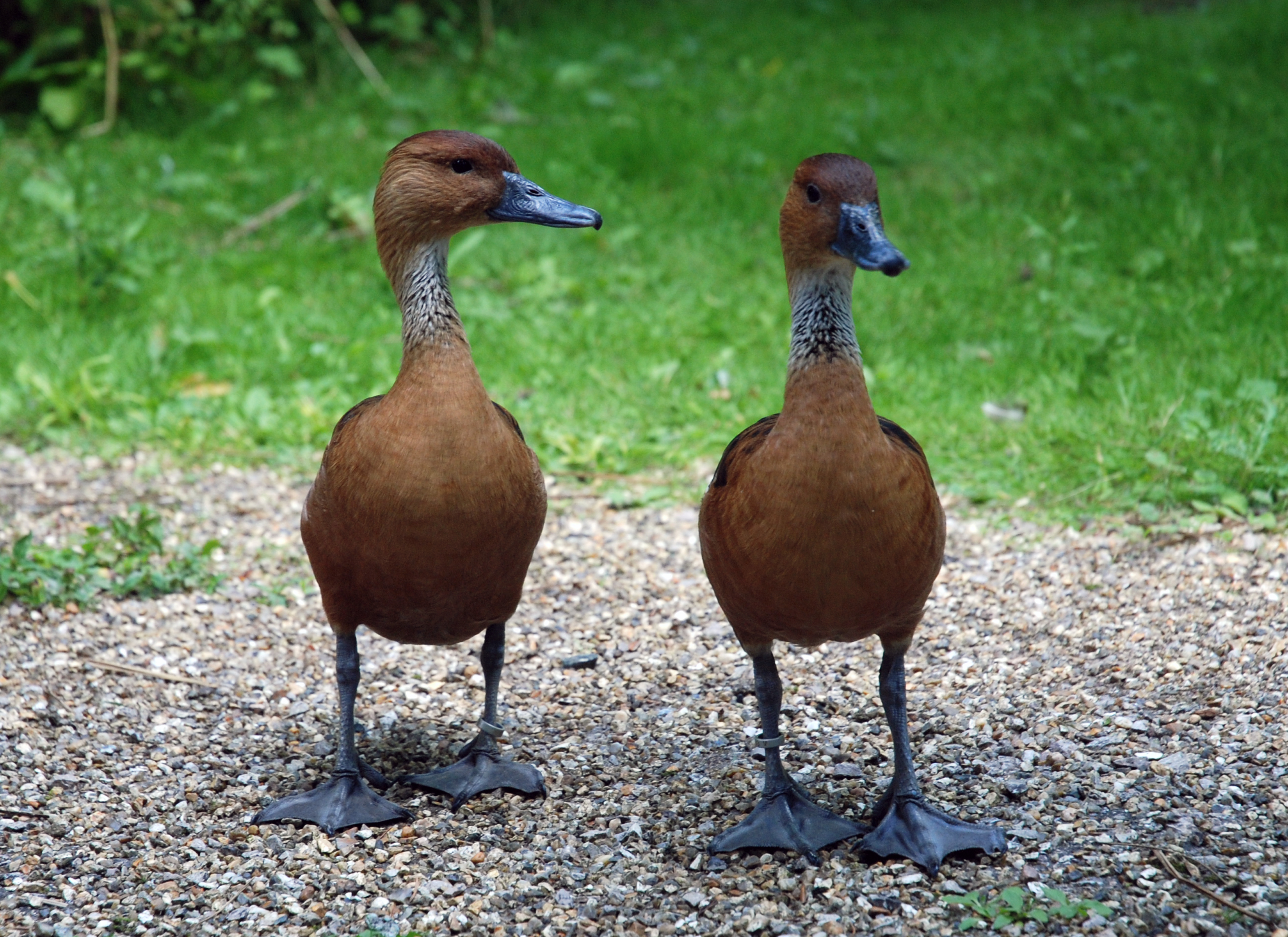